# Lara Dallman-Weiss
Lara Dallman-Weiss (Shoreview, 30 de enero de 1989) es una deportista estadounidense que compitió en vela en la modalidad de match race. Ganó una medalla de bronce en el Campeonato Mundial de Match Race Femenino de 2014.

## Palmarés internacional
| Campeonato Mundial | Campeonato Mundial | Campeonato Mundial | Campeonato Mundial |
| Año                | Lugar              | Medalla            | Clase              |
| ------------------ | ------------------ | ------------------ | ------------------ |
| 2014               | Cork (Irlanda)     | Medalla de bronce  | Match race         |